# Maarastra
Maarastra (em marata महाराष्ट्र, Maharáshtra, AFI /məhaˈɾaʂʈɾə/) é um dos 28 estados da Índia, figurando como o segundo mais populoso, o com o maior produto interno bruto (PIB), e o terceiro mais extenso do país Sua capital e maior cidade, Bombaim (Mumbai), é o maior centro urbano e financeiro da Índia, sendo sua região metropolitana responsável por cerca de 5,5% do PIB do país. Como um todo, o estado é responsável por mais de 13% do PIB indiano. É também um dos estados mais socialmente desenvolvidos da Índia, possuindo o sétimo melhor IDH entre os estados e territórios do país (2011), que, embora seja consideravelmente acima da média indiana no mesmo período, estava abaixo da média mundial naquele ano. De fato, segundo a ONU, Maarastra possui, em média, indicadores sociais piores dos que os apresentados por Alagoas, o estado com menor Índice de Desenvolvimento Humano (IDH) do Brasil, segundo o último levantamento oficial.
Maarastra, que ocupa uma área de 307,7 mil km², sendo o terceiro mais extenso do país (ocupando cerca de 9,8% do território do país), faz fronteira com o Mar Arábico a oeste, com o estados de Gujarate e com o território de Dadrá e Nagar-Aveli a noroeste, com os estados de Mádia Pradexe a nordeste, Chatisgar a leste, Carnataca, ao sul, Andra Pradexe a sudeste, e Goa a sudoeste.
Com uma população estimada em 2011 em 112,3 milhões de habitantes, Maarastra é o segundo estado mais populoso do país, superado somente pelo estado de Utar Pradexe, ao norte do país. Se fosse um país independente, Maarastra seria o décimo país mais populoso do mundo, à frente do México. Quanto a economia, Maarastra é o estado mais desenvolvido do país, sendo responsável por cerca de 23% do Produto Interno Bruto Nominal (PIB) da Índia (cerca de US$225 bilhões) em 2010, e cerca de 25% da atividades financeiras realizadas no país. O estado foi fundado em 1 de maio de 1960 (este dia conhecido no país como "Dia Maharastra"), logo após a independencia indiana.

## Cidades
Apesar de quase 90 milhões de habitantes separarem a população de Utar Pradexe, o estado mais populoso da Índia, e Maarastra, o segundo, este último figura, de forma indiscutível, como o estado com a maior população urbana da Índia, em número de habitantes (enquanto mais de 70% da população de 200 milhões de Utar Pradexe é rural), o estado possuí mais cidades entre as 100 mais populosas da Índia do que qualquer outro estado indiano.
| #  | Cidade           | População (est. 2011) | Nota(s) |
| -- | ---------------- | --------------------- | --- |
| 1  | Bombaim          | 12.478.447            | Capital e maior cidade de Maarastra, é também a maior cidade da Índia, principal e mais desenvolvido centro urbano, financeiro e cultural do país. |
| 2  | Pune             | 3.115.431             | Segunda maior cidade do estado, é a nona mais populosa cidade da Índia, e um dos maiores centros financeiros do país. |
| 3  | Nagpur           | 2.405.421             | Nagpur é a terceira cidade mais populosa de Maarastra, décima terceira mais populosa cidade da Índia, e a maior cidade da parte central do país. |
| 4  | Tana             | 1.818.872             | Também conhecida como Shri Sthanak, é a quarta cidade mais populosa do estado e a décima quinta do país. Faz parte da região metropolitana de Bombaim. |
| 5  | Pimpri-Chinchwad | 1.729.359             | Localizada no Distrito de Pune, onde a cidade de mesmo nome é a sede, Pimpri-Chinchwad é décima oitava cidade mais populosa da Índia. |
| 6  | Nashik           | 1.486.973             | Localizada entre Bombaim e Pune, às margens do rio Godavari, a cidade de Nashik é a sexta maior do estado e está entre as 30 mais populosas da Índia. É sede do distrito homônimo. |
| 7  | Kalyan-Dombivli  | 1.246.381             | Kalyan-Dombivli, também conhecida simplesmente como Kalyan, está localizada no distrito de Tana. |
| 8  | Baçaim           | 1.221.233             | Cidade que já foi dominada pelo Império Português, é a oitava cidade mais populosa de Maarastra, situada no estuário do rio Ulhas, também localizada no distrito de Tana. |
| 9  | Aurangabade      | 1.171.330             | População excluindo a área periférica Ualuje (que, se incluída, a população de Aurangabade salta para 1,7 milhão de habitantes), Aurangabade é sede do distrito de Aurangabade, e é uma das cidades que mais crescem no mundo atualmente, sendo no campo populacional como econômico. É conhecida também por seus monumentos históricos. |
| 10 | Nova Bombaim     | 1.119.477             | Desenvolvida em 1972, é uma das maiores cidades planejadas do mundo, localizada na periferia de Bombaim. |
| 11 | Solapur          | 1.000.118             | Sede do distrito de mesmo nome, é uma importante cidade-industrial. |
| 12 | Mira-Baiander    | 814.994               | Décima segunda cidade mais populosa do estado, está localizada na região metropolitana de Bombaim. |